# 坂口王子

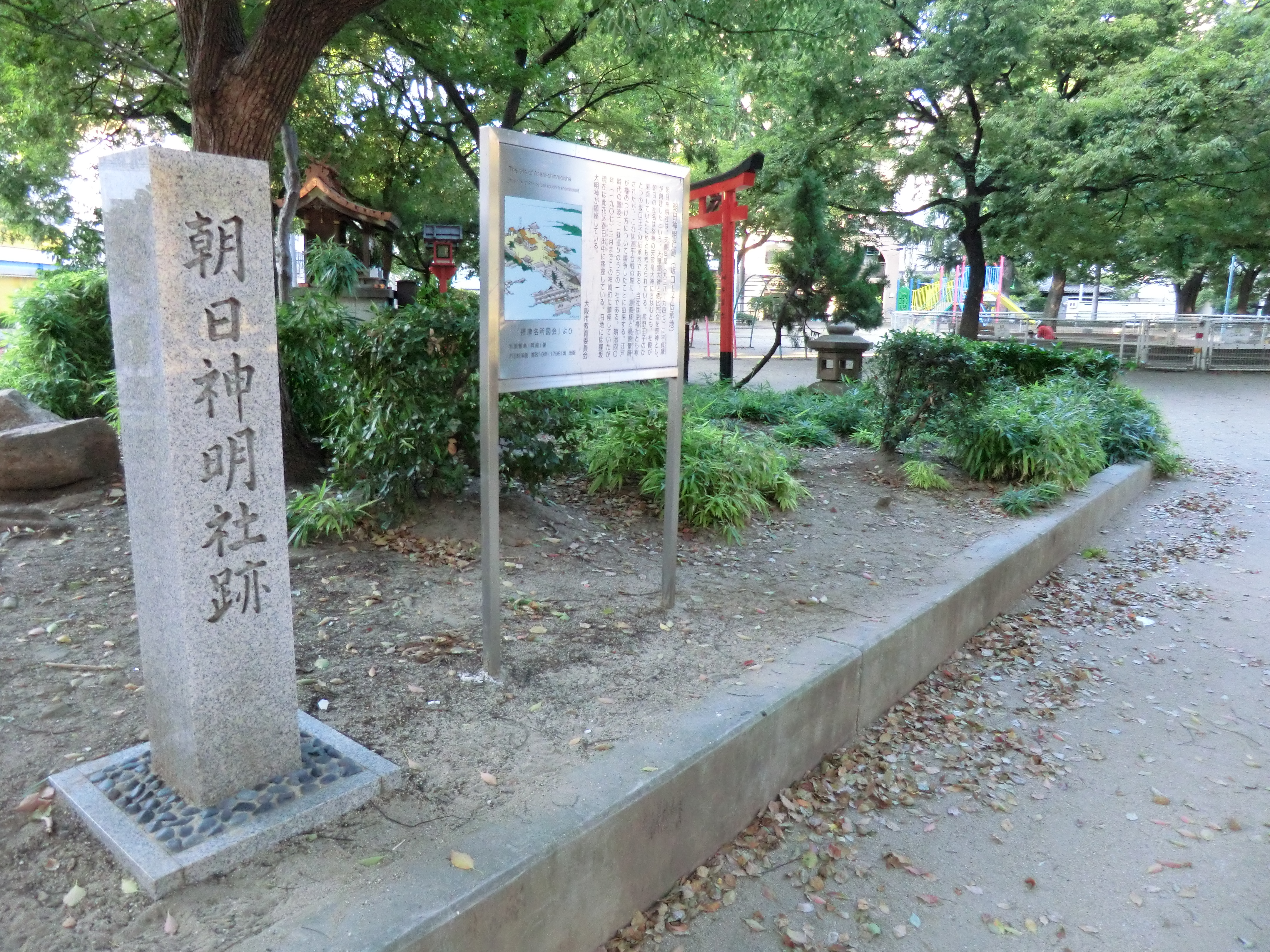
朝日神明社跡・坂口王子伝承地

坂口王子（さかぐちおうじ）は、熊野古道2番目の九十九王子。現在消滅。大阪市中央区神崎町の南大江公園周辺が跡地と思われる。ここには昔、朝日神明宮という神社があって、今は此花区にある。現在、その南大江公園には狸坂大明神の祠がある。そのちかくには、王子跡とされている榎木大明神がある。榎木大明神は榎とされている木を神体とした祠で、南大江公園の南に鎮座している。一里塚ともいわれている。神体の榎は鑑定によると、槐だそうである。

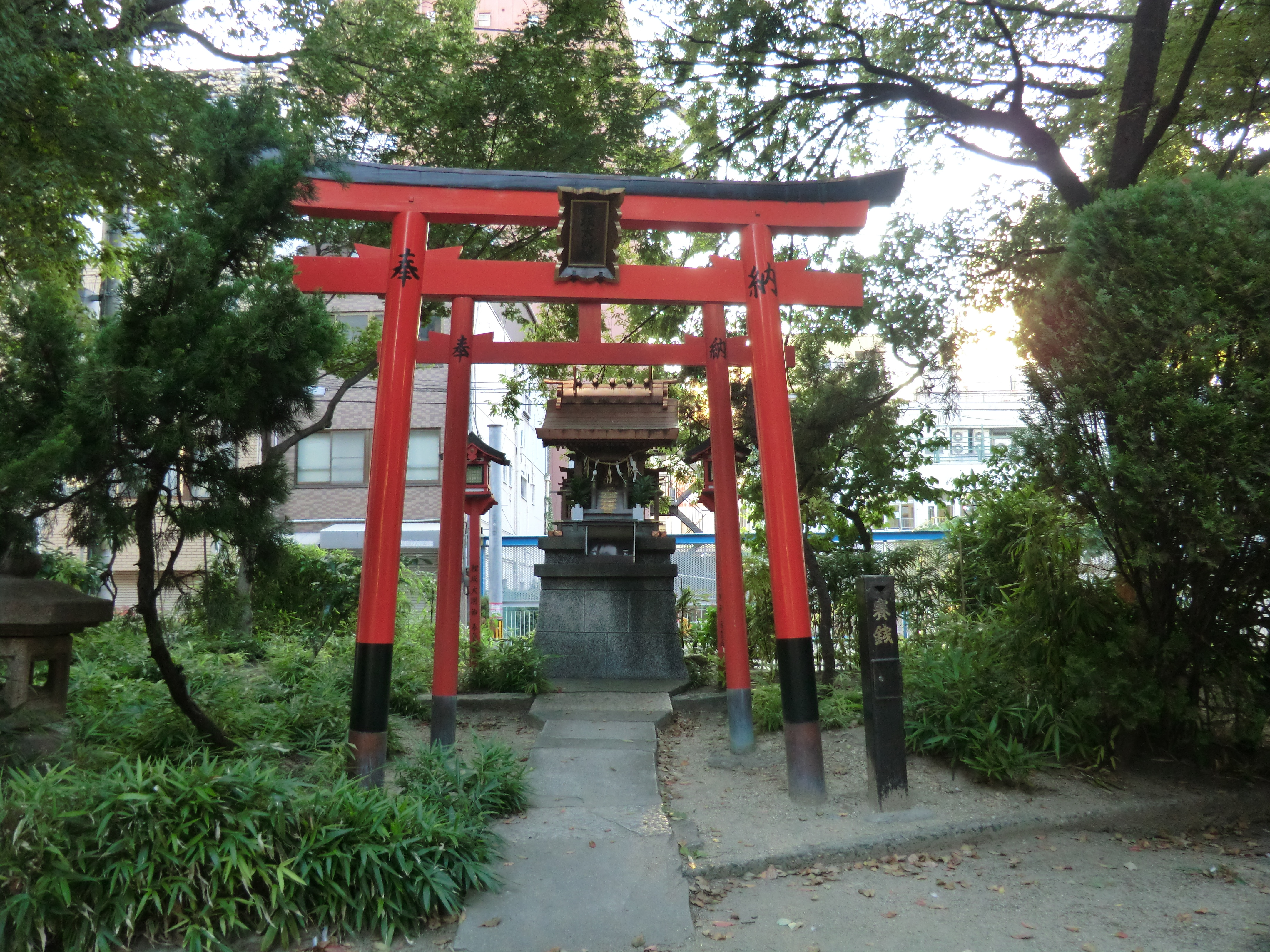
狸坂大明神

## 最寄駅
- 南大江公園と榎木大明神　Osaka Metro長堀鶴見緑地線松屋町駅または谷町六丁目駅
- 朝日神明宮　JR西日本JRゆめ咲線安治川口駅